# Апа-Нягре
Апа-Нягре (рум. Apa Neagră) — село у повіті Горж в Румунії. Входить до складу комуни Падеш.
Село розташоване на відстані 263 км на захід від Бухареста, 32 км на захід від Тиргу-Жіу, 106 км на північний захід від Крайови.

## Населення
За даними перепису населення 2002 року у селі проживали 447 осіб, усі — румуни. Усі жителі села рідною мовою назвали румунську.